# Hndrxx
Hndrxx (стилизовано как HNDRXX и произносится «Hendrix») — шестой студийный альбом американского хип-хоп-исполнителя и музыкального продюсера Фьючера, выпущенный 24 февраля 2017 года на лейблах A1, Freebandz и Epic. Он вышел сразу спустя неделю после пятого одноименного диска Future и также возглавил американский хит-парад Billboard 200. Альбом записан при участии Рианны, The Weeknd, Криса Брауна и Ники Минаж.

## История
21 февраля 2017 года Фьючер впервые анонсировал выход альбома, выложив его обложку в социальной сети Инстаграм вместе со ссылкой на предзаказ.
22 февраля 2017 издание Hits Daily Double сообщило о выходе новой пластинки рэпера, спустя неделю после релиза одноименного альбома Future, включающей более ритмические композиции, подходящие для ротации на радио.
Альбом получил свое название в честь альтер эго музыканта — Future Hendrix.

## Отзывы
| Совокупная оценка    | Совокупная оценка |
| Источник             | Оценка            |
| -------------------- | ----------------- |
| AnyDecentMusic?      | 7.1/10            |
| Metacritic           | 78/100            |
| Оценки критиков      |                   |
| Источник             | Оценка            |
| AllMusic             | [ 12 ]            |
| Consequence of Sound | B+                |
| HipHopDX             | 4.2/5             |
| HotNewHipHop         | 87%               |
| The Irish Times      | [ 15 ]            |
| Pitchfork            | 7.8/10            |
| The Quietus          | (favorable)       |
| Rolling Stone        | [ 18 ]            |
| XXL                  | 4/5               |

Альбом получил положительные отзывы музыкальной критики и интернет-изданий: Metacritic, AllMusic, HipHopDX, Pitchfork, XXL, Consequence of Sound, The Quietus, Rolling Stone.

### Итоговые годовые списки
| Публикация           | Ранг | Ссылка |
| -------------------- | ---- | ------ |
| Billboard            | 17   | [ 20 ] |
| Complex              | 4    | [ 21 ] |
| Consequence of Sound | 15   | [ 22 ] |
| Entertainment Weekly | 16   | [ 23 ] |
| Fact                 | 5    | [ 24 ] |
| HipHopDX             | 11   | [ 25 ] |
| Noisey               | 12   | [ 26 ] |
| Pitchfork            | 27   | [ 27 ] |
| Rap-Up               | 15   | [ 28 ] |
| Spin                 | 27   | [ 29 ] |
| Variety              | N/A  | [ 30 ] |

## Коммерческий успех
Hndrxx дебютировал с первой строчки в американском хит-параде Billboard 200. В течение первой недели после выпуска альбом был продан в США в количестве 121 000 единиц, из которых 48 000 являются традиционными продажам (физическими носителями и скачиваниями цифрового альбома, без учёта стриминговых и трековых единиц).
Предыдущий альбом исполнителя с одноименным названием Future, выпущенный неделей ранее, который также дебютировал с 1-й строчки, опустился на 2-е место. Таким образом, Фьючер стал первым исполнителем, чьи альбомы последовательно дебютировали с 1-й строчки в течение двух недель подряд.
По состоянию на 5 июля 2017 было продано 435 000 альбомных эквивалентных единиц.

## Список композиций
| №                   | Название                                    | Автор(ы) | Продюсеры                                     | Длительность |
| ------------------- | ------------------------------------------- | --- | --------------------------------------------- | ------------ |
| 1.                  | «My Collection»                             | Нейведиус Уилберн Leland Wayne Kevin Gomringer Tim Gomringer                                                                                       | Metro Boomin Cubeatz [a]                      | 4:15         |
| 2.                  | «Comin Out Strong» (при участии The Weeknd) | Уилберн Kevin Vincent Noel Fisher Henry Walter Abel Tesfaye Ahmad Balshe                                                                           | High Klassified Cirkut [a]                    | 4:14         |
| 3.                  | «Lookin Exotic»                             | Уилберн Joshua Luellen Jacob Dutton Kendricke Brown Andrew Mayer Cohen                                                                             | Southside Jake One K-Major [a]                | 3:46         |
| 4.                  | «Damage»                                    | Уилберн Dijon McFarlane Te Whiti Warbrick Nick Audino Lewis Hughes Khaled Rohaim Fisher Gene Griffin Teddy Riley Aaron Robin Hall William Gaitling | DJ Mustard Twice as Nice [a]                  | 3:57         |
| 5.                  | «Use Me»                                    | Уилберн Fisher Sidney Swift Justin Bradley Ruben Raymond Justin Rodriguez                                                                          | Detail The Track Burnaz Swift                 | 4:16         |
| 6.                  | «Incredible»                                | Уилберн Andre Proctor William Moore Ngandu Andy Kabamba                                                                                            | Dre Moon                                      | 4:08         |
| 7.                  | «Testify»                                   | Уилберн Luellen | Southside                                     | 2:58         |
| 8.                  | «Fresh Air»                                 | Уилберн Omar Walker Fisher Evan Smith Benjahmin Singh-Reynolds                                                                                     | Major Seven Detail Mantra [a] King BNJMN [b]  | 4:30         |
| 9.                  | «Neva Missa Lost»                           | Уилберн Fisher Walker Xeryus Gittens Donald DeGrate Cedric Hailey                                                                                  | Major Seven Detail Xeryus G [b]               | 3:58         |
| 10.                 | «Keep Quiet»                                | Уилберн Gary Hill Brown | DJ Spinz K-Major [a]                          | 3:22         |
| 11.                 | «Hallucinating»                             | Уилберн Proctor | Dre Moon                                      | 3:41         |
| 12.                 | «I Thank U»                                 | Уилберн Wesley Glass | Wheezy                                        | 2:21         |
| 13.                 | «New Illuminati»                            | Уилберн Dwan Avery Shawn Kyles | DY Cicero                                     | 3:01         |
| 14.                 | «Turn On Me»                                | Уилберн Kelvin Brown Luellen | Nash B Southside                              | 4:24         |
| 15.                 | «Selfish» (при участии Рианны)              | Уилберн Fisher Walker Smith Robyn Fenty | Detail Major Seven Mantra [a] Kuk Harrell [c] | 4:11         |
| 16.                 | «Solo»                                      | Уилберн Proctor | Dre Moon                                      | 4:26         |
| 17.                 | «Sorry»                                     | Уилберн Wayne K. Gomringer T. Gomringer | Metro Boomin Cubeatz [a]                      | 7:31         |
| Общая длительность: | Общая длительность:                         | Общая длительность: | Общая длительность:                           | 68:59        |

| №                   | Название                                  | Автор(ы)                                                                     | Продюсеры           | Длительность |
| ------------------- | ----------------------------------------- | ---------------------------------------------------------------------------- | ------------------- | ------------ |
| 18.                 | «Pie» (при участии Криса Брауна)          | Уилберн Fisher David Doman Крис Браун Justin Thomas Jim Stewart Thomas Klotz | Detail D. A. Doman  | 3:31         |
| 19.                 | «You da Baddest» (при участии Ники Минаж) | Уилберн Оника Мараж Fisher Andre Price                                       | Go Grizzly Detail   | 4:01         |
| Общая длительность: | Общая длительность:                       | Общая длительность:                                                          | Общая длительность: | 76:31        |

Notes
- ↑  сопродюсер
- ↑  дополнительный продюсер
- ↑  продюсер по вокалу

## Чарты
| Чарт (2017)                            | Высшая позиция |
| -------------------------------------- | -------------- |
| Австралия (ARIA)                       | 53             |
| Австралия, Urban Albums (ARIA)         | 7              |
| Австрия (Ö3 Austria)                   | 58             |
| Бельгия/Фландрия (Ultratop)            | 66             |
| Бельгия/Валлония (Ultratop)            | 199            |
| Канада (Canadian Albums Chart)         | 1              |
| Чехия (ČNS IFPI)                       | 19             |
| Дания (Hitlisten)                      | 18             |
| Нидерланды (Album Top 100)             | 14             |
| Финляндия (Suomen virallinen lista)    | 49             |
| Франция (SNEP)                         | 45             |
| Германия (Offizielle Top 100)          | 64             |
| Новая Зеландия (RMNZ)                  | 39             |
| Норвегия (VG-lista)                    | 16             |
| Швеция (Sverigetopplistan)             | 24             |
| Швейцария (Schweizer Hitparade)        | 30             |
| Великобритания (UK Albums Chart)       | 21             |
| США (Billboard 200)                    | 1              |
| США (Billboard Top R&B/Hip-Hop Albums) | 1              |

| Чарт (2017)                              | Позиция |
| ---------------------------------------- | ------- |
| Дания (Hitlisten)                        | 73      |
| США (Billboard 200)                      | 37      |
| США (Top R&B/Hip-Hop Albums, (Billboard) | 19      |

## Сертификации
| Регион                                                                      | Сертификация | Продажи   |
| --------------------------------------------------------------------------- | ------------ | --------- |
| Канада (Music Canada)                                                       | Золотой      | 40 000    |
| Дания (IFPI Danmark)                                                        | Золотой      | 10 000    |
| Великобритания (BPI)                                                        | Серебряный   | 60 000    |
| США (RIAA)                                                                  | Платиновый   | 1 000 000 |
| Данные о продажах + прослушиваниях приведены только на основе сертификации. |              |           |